# Giải vô địch bóng đá U-17 thế giới 2007
Giải vô địch bóng đá U-17 thế giới 2007 (tiếng Anh: 2007 FIFA U-17 World Cup) là giải bóng đá cho các đội tuyển dưới 17 tuổi do FIFA tổ chức tại Hàn Quốc từ ngày 18 tháng 8 đến ngày 9 tháng 9 năm 2007.
Nigeria giành chức vô địch lần thứ 3 sau khi vượt qua Tây Ban Nha 3–0 trên chấm 11m sau 120 phút thi đấu chung kết với tỉ số hòa không bàn thắng.

## Địa điểm
| Seoul                                                                                               | Suwon                            | Goyang                         | Cheonan                     |
| --------------------------------------------------------------------------------------------------- | -------------------------------- | ------------------------------ | --------------------------- |
| Sân vận động World Cup Seoul                                                                        | Sân vận động Suwon Civic         | Sân vận động Goyang            | Sân vận động Cheonan        |
| Sức chứa: 66.806                                                                                    | Sức chứa: 24.670                 | Sức chứa: 41.311               | Sức chứa: 30.000            |
| | Tập tin:Suwon Sports Complex.JPG |                                |                             |
| SuwonJejuUlsanGwangyangChangwonCheonanGoyangSeoulGiải vô địch bóng đá U-17 thế giới 2007 (Hàn Quốc) |                                  |                                |                             |
| Ulsan                                                                                               | Changwon                         | Gwangyang                      | Jeju                        |
| Sân vận động Ulsan                                                                                  | Sân vận động Changwon Civic      | Sân vận động bóng đá Gwangyang | Sân vận động World Cup Jeju |
| Sức chứa: 19.050                                                                                    | Sức chứa: 27.085                 | Sức chứa: 13.496               | Sức chứa: 42.256            |
| |                                  |                                |                             |

## Các đội tham dự
| Liên đoàn                          | Vòng loại                                    | Các đội tham dự vòng chung kết                              |
| ---------------------------------- | -------------------------------------------- | ----------------------------------------------------------- |
| AFC (châu Á)                       | Giải vô địch bóng đá U-17 châu Á 2006        | Nhật Bản · CHDCND Triều Tiên · Syria · Tajikistan           |
| CAF (châu Phi)                     | Giải vô địch bóng đá U17 châu Phi 2007       | Ghana · Nigeria · Togo · Tunisia                            |
| CONCACAF (Bắc, Trung Mỹ và Caribe) | Giải vô địch bóng đá U17 CONCACAF 2007       | Haiti · Honduras · Costa Rica · Hoa Kỳ · Trinidad và Tobago |
| CONMEBOL (Nam Mỹ)                  | Giải vô địch bóng đá U17 Nam Mỹ 2007         | Brasil · Colombia · Argentina · Perú                        |
| OFC (châu Đại Dương)               | Giải vô địch bóng đá U17 châu Đại Dương 2007 | New Zealand                                                 |
| UEFA (châu Âu)                     | Giải vô địch bóng đá U17 châu Âu 2007        | Bỉ · Anh · Pháp · Tây Ban Nha · Đức                         |
| Quốc gia đăng cai                  | Quốc gia đăng cai                            | Hàn Quốc                                                    |

## Vòng bảng
| Màu sắc được sử dụng trong bảng | Màu sắc được sử dụng trong bảng                                                      |
| ------------------------------- | ------------------------------------------------------------------------------------ |
|                                 | Đội đứng nhất, nhì bảng và đội đứng thứ ba xuất sắc nhất giành quyền vào vòng 16 đội |

Giờ thi đấu tính theo giờ địa phương (UTC+9).

### Bảng A
| Đội        | Số trận | Thắng | Hòa | Thua | Bàn thắng | Bàn thua | Hiệu số | Điểm |
| ---------- | ------- | ----- | --- | ---- | --------- | -------- | ------- | ---- |
| Perú       | 3       | 2     | 1   | 0    | 2         | 0        | +2      | 7    |
| Costa Rica | 3       | 1     | 1   | 1    | 3         | 2        | +1      | 4    |
| Hàn Quốc   | 3       | 1     | 0   | 2    | 2         | 4        | –2      | 3    |
| Togo       | 3       | 0     | 2   | 1    | 2         | 3        | –1      | 2    |

| Costa Rica   | 1–1      | Togo     |
| ------------ | -------- | -------- |
| Martínez 81' | Chi tiết | Mani 39' |

| Hàn Quốc | 0–1      | Perú        |
| -------- | -------- | ----------- |
|          | Chi tiết | Bazalar 29' |

| Togo | 0–0      | Perú |
| ---- | -------- | ---- |
|      | Chi tiết |      |

| Costa Rica                | 2–0      | Hàn Quốc |
| ------------------------- | -------- | -------- |
| Ureña 85' · Peralta 90+1' | Chi tiết |          |

| Hàn Quốc                               | 2–1      | Togo        |
| -------------------------------------- | -------- | ----------- |
| Seol Jae-Mun 45+1' · Yoon Bitgaram 80' | Chi tiết | Atakora 20' |

| Perú        | 1–0      | Costa Rica |
| ----------- | -------- | ---------- |
| Bazalar 89' | Chi tiết |            |

### Bảng B
| Đội               | Số trận | Thắng | Hòa | Thua | Bàn thắng | Bàn thua | Hiệu số | Điểm |
| ----------------- | ------- | ----- | --- | ---- | --------- | -------- | ------- | ---- |
| Anh               | 3       | 2     | 1   | 0    | 8         | 2        | +6      | 7    |
| Brasil            | 3       | 2     | 0   | 1    | 14        | 3        | +11     | 6    |
| CHDCND Triều Tiên | 3       | 1     | 1   | 1    | 3         | 7        | –4      | 4    |
| New Zealand       | 3       | 0     | 0   | 3    | 0         | 13       | –13     | 0    |

| CHDCND Triều Tiên | 1–1      | Anh       |
| ----------------- | -------- | --------- |
| Rim Chol-Min 89'  | Chi tiết | Moses 62' |

| Brasil                                                                                          | 7–0      | New Zealand |
| ----------------------------------------------------------------------------------------------- | -------- | ----------- |
| Fabinho 1' · Lazaro 6' · Giuliano 33' · Fábio 50' · Alex 54' · Lulinha 60' (ph.đ.) · Junior 87' | Chi tiết |             |

| New Zealand | 0–5      | Anh                                            |
| ----------- | -------- | ---------------------------------------------- |
|             | Chi tiết | Welbeck 3', 27' · Moses 7', 30' · Chambers 88' |

| Brasil                                                         | 6–1      | CHDCND Triều Tiên |
| -------------------------------------------------------------- | -------- | ----------------- |
| Fábio 4', 8' · Alex 6' · Maicon 22' · Giuliano 47' · Choco 90' | Chi tiết | An Il-Bom 24'     |

| CHDCND Triều Tiên | 1–0      | New Zealand |
| ----------------- | -------- | ----------- |
| Rim Chol-Min 81'  | Chi tiết |             |

| Anh                               | 2–1      | Brasil    |
| --------------------------------- | -------- | --------- |
| Lansbury 45' (ph.đ.) · Spence 90' | Chi tiết | Tales 19' |

### Bảng C
| Đội         | Số trận | Thắng | Hòa | Thua | Bàn thắng | Bàn thua | Hiệu số | Điểm |
| ----------- | ------- | ----- | --- | ---- | --------- | -------- | ------- | ---- |
| Tây Ban Nha | 3       | 2     | 1   | 0    | 7         | 4        | +3      | 7    |
| Argentina   | 3       | 1     | 2   | 0    | 5         | 2        | +3      | 5    |
| Syria       | 3       | 1     | 1   | 1    | 3         | 2        | +1      | 4    |
| Honduras    | 3       | 0     | 0   | 3    | 3         | 10       | –7      | 0    |

| Honduras                 | 2–4      | Tây Ban Nha                    |
| ------------------------ | -------- | ------------------------------ |
| Martínez 20' · Rojas 72' | Chi tiết | Bojan 2', 71' · Jordi 56', 81' |

| Argentina | 0–0      | Syria |
| --------- | -------- | ----- |
|           | Chi tiết |       |

| Syria                | 1–2      | Tây Ban Nha               |
| -------------------- | -------- | ------------------------- |
| Solaiman 70' (ph.đ.) | Chi tiết | Mérida 56' · Aquino 90+1' |

| Argentina                                   | 4–1      | Honduras            |
| ------------------------------------------- | -------- | ------------------- |
| Meza 45+1' · Mazzola 64', 87' · Machuca 71' | Chi tiết | Leverón 35' (ph.đ.) |

| Honduras | 0–2      | Syria                       |
| -------- | -------- | --------------------------- |
|          | Chi tiết | Al Taiar 22' · Al Salih 80' |

| Tây Ban Nha | 1–1      | Argentina   |
| ----------- | -------- | ----------- |
| Aquino 68'  | Chi tiết | Benítez 32' |

### Bảng D
| Đội      | Số trận | Thắng | Hòa | Thua | Bàn thắng | Bàn thua | Hiệu số | Điểm |
| -------- | ------- | ----- | --- | ---- | --------- | -------- | ------- | ---- |
| Nigeria  | 3       | 3     | 0   | 0    | 9         | 2        | +7      | 9    |
| Pháp     | 3       | 1     | 1   | 1    | 4         | 4        | 0       | 4    |
| Nhật Bản | 3       | 1     | 0   | 2    | 4         | 6        | –2      | 3    |
| Haiti    | 3       | 0     | 1   | 2    | 3         | 8        | –5      | 1    |

| Nigeria                      | 2–1      | Pháp       |
| ---------------------------- | -------- | ---------- |
| Chrisantus 15' · Ibrahim 64' | Chi tiết | Saivet 51' |

| Nhật Bản                                | 3–1      | Haiti              |
| --------------------------------------- | -------- | ------------------ |
| Okamoto 42' · Kawano 80' · Kakitani 84' | Chi tiết | Guemsly Junior 71' |

| Haiti                   | 1–1      | Pháp          |
| ----------------------- | -------- | ------------- |
| Desrivieres 21' (ph.đ.) | Chi tiết | Le Tallec 13' |

| Nhật Bản | 0–3      | Nigeria                         |
| -------- | -------- | ------------------------------- |
|          | Chi tiết | Oseni 21' · Chrisantus 31', 82' |

| Nigeria                           | 4–1      | Haiti      |
| --------------------------------- | -------- | ---------- |
| Chrisantus 5', 60' · Isa 39', 41' | Chi tiết | Joseph 57' |

| Pháp                      | 2–1      | Nhật Bản     |
| ------------------------- | -------- | ------------ |
| Mehamha 68' · Rivière 70' | Chi tiết | Kakitani 45' |

### Bảng E
| Đội        | Số trận | Thắng | Hòa | Thua | Bàn thắng | Bàn thua | Hiệu số | Điểm |
| ---------- | ------- | ----- | --- | ---- | --------- | -------- | ------- | ---- |
| Tunisia    | 3       | 3     | 0   | 0    | 8         | 3        | 5       | 9    |
| Hoa Kỳ     | 3       | 1     | 0   | 2    | 6         | 7        | –1      | 3    |
| Tajikistan | 3       | 1     | 0   | 2    | 4         | 5        | –1      | 3    |
| Bỉ         | 3       | 1     | 0   | 2    | 3         | 6        | –3      | 3    |

| Bỉ                    | 2–4      | Tunisia                                             |
| --------------------- | -------- | --------------------------------------------------- |
| De Pauw 27' · Kis 36' | Chi tiết | Boughanmi 20' · Ayrai 24' · Msakni 42', 79' (ph.đ.) |

| Tajikistan                                                    | 4–3      | Hoa Kỳ                             |
| ------------------------------------------------------------- | -------- | ---------------------------------- |
| Vasiev 32' · Shohzukhurov 43' · Davronov 82' · Fatkhuloev 86' | Chi tiết | Bates 9' · Garza 48' · Schuler 53' |

| Hoa Kỳ              | 1–3      | Tunisia                                         |
| ------------------- | -------- | ----------------------------------------------- |
| Jeffrey 90' (ph.đ.) | Chi tiết | Hadhria 8' (ph.đ.), 45+1' (ph.đ.) · Dkhil 90+4' |

| Tajikistan | 0–1      | Bỉ            |
| ---------- | -------- | ------------- |
|            | Chi tiết | Benteke 90+2' |

| Bỉ | 0–2      | Hoa Kỳ               |
| -- | -------- | -------------------- |
|    | Chi tiết | Urso 63' · Bates 71' |

| Tunisia    | 1–0      | Tajikistan |
| ---------- | -------- | ---------- |
| Msakni 83' | Chi tiết |            |

### Bảng F
| Đội                | Số trận | Thắng | Hòa | Thua | Bàn thắng | Bàn thua | Hiệu số | Điểm |
| ------------------ | ------- | ----- | --- | ---- | --------- | -------- | ------- | ---- |
| Đức                | 3       | 2     | 1   | 0    | 11        | 5        | +6      | 7    |
| Ghana              | 3       | 2     | 0   | 1    | 8         | 5        | +3      | 6    |
| Colombia           | 3       | 1     | 1   | 1    | 9         | 5        | +4      | 4    |
| Trinidad và Tobago | 3       | 0     | 0   | 3    | 1         | 14       | –13     | 0    |

| Colombia                              | 3–3      | Đức                                |
| ------------------------------------- | -------- | ---------------------------------- |
| Julio 14' · Nazarith 66' (ph.đ.), 88' | Chi tiết | Dowidat 34', 49' · Sukuta-Pasu 39' |

| Trinidad và Tobago | 1–4      | Ghana                                     |
| ------------------ | -------- | ----------------------------------------- |
| Campbell 80'       | Chi tiết | Osei 12', 44' · Adams 45+1' · Bossman 85' |

| Ghana                | 2–3      | Đức                         |
| -------------------- | -------- | --------------------------- |
| Osei 52' · Adams 53' | Chi tiết | Bigalke 5' · Kroos 12', 27' |

| Trinidad và Tobago | 0–5      | Colombia                                                |
| ------------------ | -------- | ------------------------------------------------------- |
|                    | Chi tiết | Mosquera 22', 63' · Trellez 60' · Pardo 68' · Serna 72' |

| Colombia     | 1–2      | Ghana                 |
| ------------ | -------- | --------------------- |
| Nazarith 60' | Chi tiết | Osei 32' · Yartey 87' |

| Đức                                                       | 5–0      | Trinidad và Tobago |
| --------------------------------------------------------- | -------- | ------------------ |
| Broghammer 5' · Esswein 30', 37' · Funk 39' · Wolze 90+3' | Chi tiết |                    |

### Thứ tự các đội xếp thứ ba
| Đội               | Số trận | Thắng | Hòa | Thua | Bàn thắng | Bàn thua | Hiệu số | Điểm |
| ----------------- | ------- | ----- | --- | ---- | --------- | -------- | ------- | ---- |
| Colombia          | 3       | 1     | 1   | 1    | 9         | 5        | +4      | 4    |
| Syria             | 3       | 1     | 1   | 1    | 3         | 2        | +1      | 4    |
| CHDCND Triều Tiên | 3       | 1     | 1   | 1    | 3         | 7        | –4      | 4    |
| Tajikistan        | 3       | 1     | 0   | 2    | 4         | 5        | –1      | 3    |
| Nhật Bản          | 3       | 1     | 0   | 2    | 4         | 6        | –2      | 3    |
| Hàn Quốc          | 3       | 1     | 0   | 2    | 2         | 4        | –2      | 3    |

## Vòng đấu loại trực tiếp
|  | Round of 16            | Round of 16          |                      |       | Tứ kết        | Tứ kết        |                   |                   | Bán kết | Bán kết |  |  | Chung kết | Chung kết |
|  |                        |                      |                      |       |               |               |                   |                   |         |         |  |  |           |           |
|  | 29 tháng 8 - Ulsan     |                      |                      |       |               |               |                   |                   |         |         |  |  |           |           |
|  |                        |                      |                      |       |               |               |                   |                   |         |         |  |  |           |           |
|  | Tây Ban Nha            | 3                    |                      |       |               |               |                   |                   |         |         |  |  |           |           |
|  | Tây Ban Nha            | 3                    | 1 tháng 9 - Seogwipo |       |               |               |                   |                   |         |         |  |  |           |           |
|  | CHDCND Triều Tiên      | 0                    |                      |       |               |               |                   |                   |         |         |  |  |           |           |
|  | CHDCND Triều Tiên      | 0                    | Tây Ban Nha (pen.)   | 1 (5) |               |               |                   |                   |         |         |  |  |           |           |
|  | 29 tháng 8 - Changwon  |                      | Tây Ban Nha (pen.)   | 1 (5) |               |               |                   |                   |         |         |  |  |           |           |
|  |                        | Pháp                 | 1 (4)                |       |               |               |                   |                   |         |         |  |  |           |           |
|  | Tunisia                | Pháp                 | 1 (4)                | 1     |               |               |                   |                   |         |         |  |  |           |           |
|  | Tunisia                |                      | 5 tháng 9 - Ulsan    | 1     |               |               |                   |                   |         |         |  |  |           |           |
|  | Pháp (h.p.)            | 3                    |                      |       |               |               |                   |                   |         |         |  |  |           |           |
|  | Pháp (h.p.)            | 3                    | Tây Ban Nha (h.p.)   | 2     |               |               |                   |                   |         |         |  |  |           |           |
|  | 29 tháng 8 - Suwon     |                      | Tây Ban Nha (h.p.)   | 2     |               |               |                   |                   |         |         |  |  |           |           |
|  |                        | Ghana                | 1                    |       |               |               |                   |                   |         |         |  |  |           |           |
|  | Perú (pen.)            | Ghana                | 1                    | 1 (5) |               |               |                   |                   |         |         |  |  |           |           |
|  | Perú (pen.)            | 1 tháng 9 - Changwon |                      | 1 (5) |               |               |                   |                   |         |         |  |  |           |           |
|  | Tajikistan             | 1 (4)                |                      |       |               |               |                   |                   |         |         |  |  |           |           |
|  | Tajikistan             | 1 (4)                | Perú                 | 0     |               |               |                   |                   |         |         |  |  |           |           |
|  | 29 tháng 8 - Gwangyang |                      | Perú                 | 0     |               |               |                   |                   |         |         |  |  |           |           |
|  |                        | Ghana                | 2                    |       |               |               |                   |                   |         |         |  |  |           |           |
|  | Ghana                  | Ghana                | 2                    | 1     |               |               |                   |                   |         |         |  |  |           |           |
|  | Ghana                  |                      | 9 tháng 9 - Seoul    | 1     |               |               |                   |                   |         |         |  |  |           |           |
|  | Brasil                 | 0                    |                      |       |               |               |                   |                   |         |         |  |  |           |           |
|  | Brasil                 | 0                    | Tây Ban Nha          | 0 (0) |               |               |                   |                   |         |         |  |  |           |           |
|  | 30 tháng 8 - Goyang    |                      | Tây Ban Nha          | 0 (0) |               |               |                   |                   |         |         |  |  |           |           |
|  |                        | Nigeria (pen.)       | 0 (3)                |       |               |               |                   |                   |         |         |  |  |           |           |
|  | Argentina              | Nigeria (pen.)       | 0 (3)                | 2     |               |               |                   |                   |         |         |  |  |           |           |
|  | Argentina              | 2 tháng 9 - Cheonan  |                      | 2     |               |               |                   |                   |         |         |  |  |           |           |
|  | Costa Rica             | 0                    |                      |       |               |               |                   |                   |         |         |  |  |           |           |
|  | Costa Rica             | 0                    | Argentina            | 0     |               |               |                   |                   |         |         |  |  |           |           |
|  | 30 tháng 8 - Gwangyang |                      | Argentina            | 0     |               |               |                   |                   |         |         |  |  |           |           |
|  |                        | Nigeria              | 2                    |       |               |               |                   |                   |         |         |  |  |           |           |
|  | Nigeria                | Nigeria              | 2                    | 2     |               |               |                   |                   |         |         |  |  |           |           |
|  | Nigeria                |                      | 6 tháng 9 - Suwon    | 2     |               |               |                   |                   |         |         |  |  |           |           |
|  | Colombia               | 1                    |                      |       |               |               |                   |                   |         |         |  |  |           |           |
|  | Colombia               | 1                    | Nigeria              | 3     |               |               |                   |                   |         |         |  |  |           |           |
|  | 30 tháng 8 - Seogwipo  |                      | Nigeria              | 3     |               |               |                   |                   |         |         |  |  |           |           |
|  |                        | Đức                  | 1                    |       | Tranh hạng ba | Tranh hạng ba |                   |                   |         |         |  |  |           |           |
|  | Anh                    | Đức                  | 1                    | 3     | Tranh hạng ba | Tranh hạng ba |                   |                   |         |         |  |  |           |           |
|  | Anh                    | 2 tháng 9 - Goyang   | 2 tháng 9 - Goyang   | 3     |               |               | 9 tháng 9 - Seoul | 9 tháng 9 - Seoul |         |         |  |  |           |           |
|  | Syria                  | 2 tháng 9 - Goyang   | 2 tháng 9 - Goyang   | 1     |               |               | 9 tháng 9 - Seoul | 9 tháng 9 - Seoul |         |         |  |  |           |           |
|  | Syria                  | Anh                  | 1                    | 1     | Ghana         | 1             |                   |                   |         |         |  |  |           |           |
|  | 30 tháng 8 - Cheonan   | Anh                  | 1                    |       | Ghana         | 1             |                   |                   |         |         |  |  |           |           |
|  |                        | Đức                  | 4                    |       | Đức           | 2             |                   |                   |         |         |  |  |           |           |
|  | Đức                    | Đức                  | 4                    | 2     | Đức           | 2             |                   |                   |         |         |  |  |           |           |
|  | Đức                    |                      |                      | 2     |               |               |                   |                   |         |         |  |  |           |           |
|  | Hoa Kỳ                 | 1                    |                      |       |               |               |                   |                   |         |         |  |  |           |           |
|  | Hoa Kỳ                 | 1                    |                      |       |               |               |                   |                   |         |         |  |  |           |           |

### Vòng 16 đội
| Tây Ban Nha                 | 3–0      | CHDCND Triều Tiên |
| --------------------------- | -------- | ----------------- |
| Bojan 28', 50' · Falqué 67' | Chi tiết |                   |

| Tunisia     | 1–3 (h.p.) | Pháp                             |
| ----------- | ---------- | -------------------------------- |
| Hadhria 49' | Chi tiết   | Saivet 43' · Le Tallec 99', 105' |

| Perú                                       | 1–1 (h.p.) | Tajikistan                                                |
| ------------------------------------------ | ---------- | --------------------------------------------------------- |
| Manco 13'                                  | Chi tiết   | Davronov 15'                                              |
| Loạt sút luân lưu                          |            |                                                           |
| Trujillo · Calderón · Ruiz · Manco · Avila | 5–4        | Vasiev · Radzhabov · Abdulloev · Fatkhuloev · Tukhtasunov |

| Ghana      | 1–0      | Brasil |
| ---------- | -------- | ------ |
| Donkor 51' | Chi tiết |        |

| Argentina      | 2–0      | Costa Rica |
| -------------- | -------- | ---------- |
| Sauro 25', 41' | Chi tiết |            |

| Nigeria            | 2–1      | Colombia    |
| ------------------ | -------- | ----------- |
| Isa 78' · Alfa 83' | Chi tiết | Trellez 62' |

| Anh                                              | 3–1      | Syria     |
| ------------------------------------------------ | -------- | --------- |
| Lansbury 17' (ph.đ.) · Pearce 45+2' · Murphy 62' | Chi tiết | Ajouz 51' |

| Đức                  | 2–1      | Hoa Kỳ      |
| -------------------- | -------- | ----------- |
| Sukuta-Pasu 65', 89' | Chi tiết | Bates 90+2' |

### Tứ kết
| Tây Ban Nha                             | 1–1 (h.p.) | Pháp                                             |
| --------------------------------------- | ---------- | ------------------------------------------------ |
| Jordi 72'                               | Chi tiết   | Le Tallec 52'                                    |
| Loạt sút luân lưu                       |            |                                                  |
| Nacho · Rodri · Bojan · Mérida · Aquino | 5–4        | Sakho · Le Tallec · Bourgeois · M'Vila · N'Diaye |

| Perú | 0–2      | Ghana                  |
| ---- | -------- | ---------------------- |
|      | Chi tiết | Adams 45+1' · Osei 53' |

| Argentina | 0–2      | Nigeria                               |
| --------- | -------- | ------------------------------------- |
|           | Chi tiết | Haruna 33' (ph.đ.) · Chrisantus 45+2' |

| Anh        | 1–4      | Đức                                                  |
| ---------- | -------- | ---------------------------------------------------- |
| Murphy 65' | Chi tiết | Rudy 50' · Sukuta-Pasu 56' · Dowidat 74' · Kroos 87' |

### Bán kết
| Tây Ban Nha             | 2–1 (h.p.) | Ghana     |
| ----------------------- | ---------- | --------- |
| Aquino 67' · Bojan 116' | Chi tiết   | Adams 80' |

| Nigeria                                    | 3–1      | Đức       |
| ------------------------------------------ | -------- | --------- |
| Chrisantus 10' · Alfa 18' · Akinsola 90+4' | Chi tiết | Kroos 33' |

### Tranh hạng ba
| Ghana    | 1–2      | Đức                       |
| -------- | -------- | ------------------------- |
| Osei 67' | Chi tiết | Kroos 17' · Esswein 90+2' |

### Chung kết
| Tây Ban Nha                    | 0–0 (h.p.) | Nigeria                |
| ------------------------------ | ---------- | ---------------------- |
|                                | Chi tiết   |                        |
| Loạt sút luân lưu              |            |                        |
| Illarramendi · Mérida · Falqué | 0–3        | Edile · Joshua · Oseni |

## Kết quả
| Vô địch U–17 World Cup 2007 Nigeria Lần thứ ba |

| Cầu thủ đoạt quả bóng vàng: | Cầu thủ đoạt chiếc giày vàng: | Đội đoạt giải Fair Play: |
| --------------------------- | ----------------------------- | ------------------------ |
| Toni Kroos                  | Macauley Chrisantus           | Costa Rica               |

## Cầu thủ ghi bàn
| 7 bàn - Macauley Chrisantus 6 bàn - Ransford Osei 5 bàn - Bojan Krkić - Toni Kroos 4 bàn - Damien Le Tallec - Richard Sukuta-Pasu - Saddick Adams 3 bàn - Fabio - Cristian Nazarith - Victor Moses - Dennis Dowidat - Alexander Esswein - Daniel Aquino - Jordi - Nour Hadhria - Youseff Msakni - Mykell Bates 2 bàn - Nicolas Mazzola - Gaston Sauro - Giuliano - Alex - Andres Felipe Mosquera - Santiago Trellez - Henri Lansbury - Rhys Murphy - Daniel Welbeck - Henri Saivet - Yoichiro Kakitani - Yakubu Alfa - Rim Chol-Min - Carlos Bazalar - Nuriddin Davronov | 1 bàn - Carlos Benitez - Alexis Machuca - Fernando Meza - Christian Benteke - Nill Depauw - Kevin Kis - Fabinho - Choco - Lázaro - Lulinha - Junior - Maicon - Tales - Miguel Julio - Edgar Pardo - Ricardo Serna - Josué Martínez - Marcos Urena - Jessy Peralta - Ashley Chambers - Jordan Spence - Krystian Pearce - Said Mehamha - Emmanuel Riviere - Sascha Bigalke - Fabian Broghammer - Patrick Funk - Kevin Wolze - Sebastian Rudy - Kelvin Bossman - Ishamel Yartey - Issac Donkor - Peterson Desrivieres - Joseph Guemsly Junior - Peterson Joseph - Johnny Leveron - Cristian Martínez - Roger Rojas - Okamoto Tomotaka - Kawano Hiroki | - An Il-Bom - Seol Jae-Mun - Yoon Bitgaram - Kabiru Akinsola - Rabiu Ibrahim - Ganiyu Oseni - Lukman Haruna - Reimond Manco - Fran Mérida - Iago - Ahmad Alsalih - Haani Al Taiar - Solaiman Solaiman - Ziad Ajouz - Farkhod Vasiev - Samad Shohzukhurov - Fatkhullo Fatkhuloev - Lalawele Atakora - Sapol Mani - Stephan Campbell - Khaled Ayari - Oussama Boughanmi - Rafik Dkhil - Greg Garza - Jared Jeffrey - Billy Schuler - Kirk Urso |

## Bảng xếp hạng giải đấu
| Thứ hạng              | Đội                | Pld | W | D | L | GF | GA | GD  | Pts |
| --------------------- | ------------------ | --- | - | - | - | -- | -- | --- | --- |
| 1                     | Nigeria            | 7   | 6 | 1 | 0 | 16 | 4  | +12 | 19  |
| 2                     | Tây Ban Nha        | 7   | 4 | 3 | 0 | 12 | 6  | +6  | 15  |
| 3                     | Đức                | 7   | 5 | 1 | 1 | 20 | 11 | +9  | 16  |
| 4                     | Ghana              | 7   | 4 | 0 | 3 | 13 | 9  | +4  | 12  |
| Bị loại ở tứ kết      |                    |     |   |   |   |    |    |     |     |
| 5                     | Anh                | 5   | 3 | 1 | 1 | 12 | 5  | +7  | 10  |
| 6                     | Argentina          | 5   | 2 | 2 | 1 | 7  | 4  | +3  | 8   |
| 7                     | Pháp               | 5   | 2 | 2 | 1 | 8  | 6  | +2  | 8   |
| 8                     | Perú               | 5   | 2 | 2 | 1 | 3  | 3  | 0   | 8   |
| Bị loại ở vòng 16 đội |                    |     |   |   |   |    |    |     |     |
| 9                     | Tunisia            | 4   | 3 | 0 | 1 | 9  | 6  | +3  | 9   |
| 10                    | Brasil             | 4   | 2 | 0 | 2 | 14 | 4  | +10 | 6   |
| 11                    | Colombia           | 4   | 1 | 1 | 2 | 10 | 7  | +3  | 4   |
| 12                    | Tajikistan         | 4   | 1 | 1 | 2 | 5  | 6  | –1  | 4   |
| 13                    | Syria              | 4   | 1 | 1 | 2 | 4  | 5  | –1  | 4   |
| 14                    | Costa Rica         | 4   | 1 | 1 | 2 | 3  | 4  | –1  | 4   |
| 15                    | CHDCND Triều Tiên  | 4   | 1 | 1 | 2 | 3  | 10 | –7  | 4   |
| 16                    | Hoa Kỳ             | 4   | 1 | 0 | 3 | 7  | 9  | –2  | 3   |
| Bị loại ở vòng bảng   |                    |     |   |   |   |    |    |     |     |
| 17                    | Nhật Bản           | 3   | 1 | 0 | 2 | 4  | 6  | –2  | 3   |
| 18                    | Hàn Quốc           | 3   | 1 | 0 | 2 | 2  | 4  | –2  | 3   |
| 19                    | Bỉ                 | 3   | 1 | 0 | 2 | 3  | 6  | –3  | 3   |
| 20                    | Uzbekistan         | 3   | 0 | 1 | 2 | 2  | 6  | –4  | 1   |
| 21                    | Haiti              | 3   | 0 | 1 | 2 | 3  | 8  | –5  | 1   |
| 22                    | Honduras           | 3   | 0 | 0 | 3 | 3  | 10 | –7  | 0   |
| 23                    | Trinidad và Tobago | 3   | 0 | 0 | 3 | 1  | 14 | –13 | 0   |
| 24                    | New Zealand        | 3   | 0 | 0 | 3 | 0  | 13 | –13 | 0   |